# Odmuchów (województwo śląskie)
Odmuchów (niem. Ottmuchow) – wieś w gminie Krupski Młyn, w powiecie tarnogórskim, w województwie śląskim, w Polsce. Odmuchów włączono do Potępy 1 stycznia 1931.
Do 2023 miejscowość była częścią wsi Potępa.
W latach 1975–1998 Odmuchów należał administracyjnie do województwa katowickiego.
W Odmuchowie znajduje się stacja kolejowa Czarków oraz nieczynny przystanek osobowy Borowiany.